# Tschugg
Tschugg est une commune suisse du canton de Berne située dans l'arrondissement administratif du Seeland. Son nom signifie probablement « colline, hauteur » et s'apparente aux formes Cuc, Suc de la moitié sud de la France. On trouve des formes similaires dans les Balkans (Albanie notamment) et en hongrois (csucs).

## Transports
- Bus pour Anet, Cerlier, Lüscherz et Le Landeron